# Gran Premi de l'Argentina del 1956
Resultats del Gran Premi de l'Argentina de Fórmula 1 de la temporada 1956, disputat al circuit Oscar Alfredo Galvez de Buenos Aires, el 22 de gener del 1956.

## Resultats
| Pos | No | Pilot                            | Equip    | Voltes | Temps/ Retirada      | Pos. de sortida | Punts |
| --- | -- | -------------------------------- | -------- | ------ | -------------------- | --------------- | ----- |
| 1   | 34 | Luigi Musso · Juan Manuel Fangio | Ferrari  | 98     | 3h 00' 04" 3         | 3               | 4 5   |
| 2   | 4  | Jean Behra                       | Maserati | 98     | + 24.4 s             | 4               | 6     |
| 3   | 14 | Mike Hawthorn                    | Maserati | 98     | + 2 Voltes           | 8               | 4     |
| 4   | 10 | Gerino Gerini · Chico Landi      | Maserati | 92     | + 6 Voltes           | 11              | 1.5   |
| 5   | 38 | Olivier Gendebien                | Ferrari  | 91     | + 7 Voltes           | 10              | 2     |
| 6   | 16 | Oscar Gonzalez                   | Maserati | 88     | + 10 Voltes          | 13              |       |
| Ret | 2  | Stirling Moss                    | Maserati | 81     | Motor                | 7               |       |
| Ret | 36 | Peter Collins                    | Ferrari  | 58     | Accident             | 9               |       |
| Ret | 8  | Luigi Piotti                     | Maserati | 57     | Accident             | 12              |       |
| Ret | 6  | Carlos Menditeguy                | Maserati | 42     | Part mecànica        | 6               |       |
| Ret | 32 | Eugenio Castellotti              | Ferrari  | 40     | Caixa canvi          | 2               |       |
| Ret | 12 | Jose Froilan Gonzalez            | Maserati | 24     | Motor                | 5               |       |
| Ret | 30 | Juan Manuel Fangio               | Ferrari  | 22     | Bomba de combustible | 1               |       |

## Altres
- Pole: Juan Manuel Fangio 1' 42. 5

- Volta ràpida: Juan Manuel Fangio 1' 45. 3 (a la volta 42)